# Ray Timgren
Raymond Charles Timgren, född 29 september 1928 i Windsor, Ontario, död 25 november 1999, var en kanadensisk professionell ishockeyforward.
Timgren spelade sin juniorhockey med Toronto Young Leafs från 1943 till 1945 och sedan Toronto Marlboros från 1945 till 1948. Timgren spelade även för Toronto Dorsets under säsongen 1946-47. 
Timgren hoppade till Toronto Marlboros seniorlag för säsongen 1948-49. Timgren gjorde sin NHL-debut för Toronto Maple Leafs i början av 1949 och spelade med Max Bentley & Joe Klukay i Toronto på vad som fick smeknamnet "The Three Feathers"-kädjan eftersom alla tre var lättviktare i storlek och vikt. Han har också spelat för Chicago Black Hawks. Han lämnade NHL efter 1955 säsongen. Han spelade för Pittsburgh Hornets i AHL år 1956 innan han slutade som ishockeyspelare. Han vann två Stanley Cup segrar med Toronto Maple Leafs åren 1949 och 1951.
På 1960-talet undervisade han med North York Board of Education, och var 1964 vicerektor på Sloane Aves skola. Timgren var också rektor på Malva Roads skola i Don Mills i slutet av 1960-talet och på 1970-talet och senare på Glen Rush-skolan.
Timgrens föräldrar emigrerade till Kanada från Terjärv, Finland.